# Ubiquity (software)
Ubiquity es un instalador simple para Ubuntu y sus derivados. Puede ejecutarse en Live CD y posee interfaces de usuario en Qt y GTK+. Ubiquity fue lanzado inicialmente en Ubuntu 6.06 (Dapper Drake).

## Características
- Soporte para internacionalización
- Soporte para instalaciones automatizadas
- Puede personalizarse para derivaciones como Mythbuntu
- Soporte para detección de cuelgues y fallos (Apport)
- Selección de zona horaria en forma gráfica
- Puede importar configuraciones de cuenta de usuario y archivos de instalaciones existentes de Windows, GNU/Linux y Mac OS X (como el avatar de usuario, el fondo de pantalla, los documentos, la música y fotos).[1]

Ha sido portado y/o lo utilizan distribuciones como Kubuntu, Xubuntu, Mythbuntu, Linux Mint, gNewSense, Trisquel, Asturix y CrunchBang Linux.